# Кальченко, Никифор Тимофеевич
Никифор Тимофеевич Ка́льченко (укр. Никифор Тимофійович Кальченко; 27 января (9 февраля) 1906 года, с. Кошмановка Константиноградского уезда Полтавской губернии — 14 мая 1989 года, г. Киев) — государственный и партийный деятель УССР.
Генерал-лейтенант (1944). Член КПСС с мая 1932 года. Кандидат в члены ЦК КП Украины (1938—1946), член ЦК КП Украины (1946—1981). Член Политбюро КП Украины (1952—1976). Депутат Верховного Совета СССР в 1941—1946, 1950—1979. Кандидат в члены ЦК КПСС (1952—1956), член ЦК КПСС (1956—1961), кандидат в члены ЦК КПСС (1966—1976). Герой Социалистического Труда (1976).

## Биография
Родился в селе Кошмановка (ныне Машевского района Полтавской области) в семье крестьянина.
В 1921—1924 гг. учился в Полтавской школе садоводства. В 1924—1925 гг. работал уполномоченным райкома Союза рабземлеса. Окончил Полтавский сельскохозяйственный институт (1925—1928, агроном-организатор).
В 1928—1938 гг. на хозяйственной работе в Полтавской, Харьковской областях, где работал агрономом, директором МТС, начальником зернового управления областного земельного отдела. С марта 1938 г. по август 1941 г. председатель исполкома Одесского облсовета.
В годы Великой Отечественной войны на фронте, член Военсоветов поочерёдно 56-й, 46-й армий; после 1943 года поочерёдно Воронежского, 1-го Украинского фронтов, войну закончил в звании генерал-лейтенант.
В 1946—1947 гг. — министр технических культур Украинской ССР, в 1947—1950 гг. министр совхозов Украинской ССР, в 1950—1952 министр сельского хозяйства Украинской ССР. В 1952—1954 гг. 1-й заместитель председателя совета министров Украинской ССР (в то время Д. С. Коротченко).
В 1953 г. министр сельского хозяйства и заготовок Украинской ССР, с 1954 года назначен председателем Совмина Украинской ССР.
В центре внимания Н. Кальченко были прежде всего вопросы развития хозяйства УССР. Он сосредоточил усилия правительства на попытках поднять материальную заинтересованность крестьян, на увеличении поставок сельскохозяйственной техники, создании постоянных кадров механизаторов, укреплении колхозов и совхозов руководящими кадрами и специалистами, на обновлении системы планирования сельскохозяйственного производства. Так, в 1953—58 годах валовой сбор зерна возрос почти на 20 % по сравнению с предыдущим пятилетием, валовой сбор свёклы возрос вдвое, среднегодовое производство мяса — в 2,1 раза, молока — втрое.
Положительно воспринял выдвинутую на Февральском (1957 г.) пленуме ЦК КПСС идею Н. С. Хрущёва о ликвидации отраслевых министерств и сосредоточении этого управления в межобластных и республиканских совнархозах. В УССР создали 14 межобластных советов и республиканский Украинский совет народного хозяйства (УСНХ).
Правительству УССР были предоставлены дополнительные полномочия относительно некоторых вопросов планирования, капитального строительства, сельского хозяйства, работы, заработной платы и так далее. Высшие технические учебные заведения также подчинялись теперь украинским совнархозам. Значительно возросли хозяйственные и другие права союзных республик.
Такие шаги относительно децентрализации диктовались прагматическими соображениями, требованиями развития экономики, которая страдала от централизованного планирования.
В 1956—1958 гг. на Украине было введено в строй свыше 500 новых промышленных предприятий, из них 147 угольных шахт, 17 приисков и карьеров по добыче железной руды. В июле 1956 г. был введен в действие газопровод Шебелинка-Харьков. В октябре 1955 г. был пущен первый агрегат Каховской ГЭС, а в сентябре следующего 1956 г. был запущен её последний агрегат. В ноябре 1957 г. во Львове завод телевизоров начал выпуск своей продукции.
Н. Кальченко пришлось решать комплекс вопросов, связанных с передачей Крымской области из состава РСФСР в состав УССР, которая состоялась по указу президиума ВС СССР от 19 февраля 1954 г.
Пленум ЦК КПСС, который состоялся 23 февраля — 2 марта 1954 года, утвердил решение о дальнейшем увеличении производства зерна в стране и об освоении целинных и переложных земель Сибири и Казахстана. Правительство УССР вместе с партийными и комсомольскими органами занималось организацией выезда молодёжи на целину. Всего в 1954—1956 гг. из Украины было отправлено свыше 80 000 работников.
За годы пребывания в правительстве приходилось решать немало вопросов, связанных с развитием науки и поддержкой материально-технической базы. Так, были основаны при правительственной поддержке Украинская сельскохозяйственная академия (октябрь 1954), Институт металлофизики АН УССР, Институт металлокерамики и специальных сплавов (декабрь 1955), Украинский научно-исследовательский институт земледелия (сентябрь 1956), Ворошиловский горно-металлургический институт (октябрь, 1957), Институт автоматики, Вычислительный центр АН УССР (ноябрь 1957), что со временем стал Институтом кибернетики имени В. Г. Глушкова, Институт геронтологии и экспериментальной патологии, Институт полимеров и мономеров, Институт литейного производства (ноябрь 1958), Институт геофизики АН УССР (сентябрь 1959), Институт полупроводников АН УССР, Физико-технический институт низких температур АН УССР (декабрь 1960). В начале 1960-х гг. на Украине работало 462 научных учреждения.
На сессии Верховного совета СССР предложил увеличить отчисления от местной промышленности на сверхплановые капиталовложения, однако бюджетная комиссия Верховного совета посчитала это нецелесообразным.
В январе 1959 года на XX съезде Компартии Украины был принят 7-летний план развития народного хозяйства.
Н. Кальченко поддержал такие решения. Это, в частности, удостоверила его публикация «Украина в большом семилетии», которая вышла из печати в 1959 г. и в которой подчеркивалось: «Главной задачей семилетнего плана развития народного хозяйства СССР на 1959—1965 гг. есть дальнейший могущественный подъём всех областей народного хозяйства на базе превосходящего роста тяжелой индустрии, значительное усиление экономического потенциала страны с тем, чтобы обеспечить повышение жизненного уровня народа».
Идея семилетнего плана была подчинена другой идее Хрущёва — построению материально-технической базы коммунизма и задаче в кратчайшие сроки догнать и перегнать наиболее развитые капиталистические страны по производству продукции на душу населения. Н. Кальченко подчёркивал, что «в решение этих задач семилетки достойный вклад внесёт Украинская ССР».
В 1961—1962 гг. министр заготовок Украинской ССР, в 1961—1962 гг. заместитель председателя Совмина Украинской ССР, в 1962—1965 гг. министр производства и заготовок сельскохозяйственных продуктов Украинской ССР. В 1962—1976 гг. первый заместитель председателя СМ Украинской ССР.
Избирался депутатом Совета Союза Верховного Совета СССР 1, 3, 4, 5 и 6 созывов, Совета Национальностей ВС СССР 7, 8 и 9 созывов от Украинской ССР.
С 1976 года на пенсии.
Н. Т. Кальченко умер в 1989 году.

### Семья
- Дочь — известный украинский скульптор Галина Кальченко, многолетний руководитель Киевской организации Союза художников Украины.
- Дети — Владимир, Галина, Константин.
- Внуки — Мария Владимировна, Никита Павлович, Елена Константиновна, Мария Константиновна, Ирина Владимировна.
- Правнуки — Галина Григорьевна Холодова, Галина Никитовна Кальченко, Владимир Широков, Евгений Широков, Мария Кальченко, Екатерина Кальченко.

## Награды
- Герой Социалистического Труда и медаль «Серп и молот» (6.02.1976)
- 8 орденов Ленина:

1. 07.02.1939
2. 29.05.1945
3. 23.01.1948
4. 08.02.1956 — в связи с 50-летием со дня рождения и принимая его заслуги перед Советским государством
5. 26.02.1958
6. 08.02.1966
7. 08.12.1973
8. 06.02.1976 — к званию Герой Социалистического Труда

- орден Октябрьской Революции (27.08.1971)
- орден Красного Знамени (6.04.1945)
- 2 ордена Богдана Хмельницкого 1-й степени (29.05.1944; 29.07.1944)
- медаль «За трудовую доблесть» (25.12.1959)
- другие медали
- знак «50 лет пребывания в КПСС»